# Yeghegnut (Lori)
Yeghegnut är en ort i Armenien.   Den ligger i provinsen Lori, i den norra delen av landet, 80 kilometer norr om huvudstaden Jerevan. Yeghegnut ligger 1 096 meter över havet och antalet invånare är 1 154.
Terrängen runt Yeghegnut är huvudsakligen kuperad, men åt sydväst är den bergig. Yeghegnut ligger nere i en dal. Runt Yeghegnut är det ganska tätbefolkat, med 96 invånare per kvadratkilometer.. Närmaste större samhälle är Vanadzor, 15,9 kilometer sydväst om Yeghegnut.
I omgivningarna runt Yeghegnut växer i huvudsak lövfällande lövskog.